# Странствия дракона (роман)
Странствия дракона (1971) — вторая книга фантастической эпопеи «Всадники Перна» американской писательницы Энн МакКефри. В 1972 роман был номинирован на премии «Хьюго» в номинации лучшая повесть.

## Описание сюжета
События произведения происходят спустя 7 лет после описанных в романе «Полёт дракона». Ф’нор, брат правителя Вейра Бенден Ф’лара, получает ранение в стычке с Древними и отправляется на лечение в Южный Вейр на Южном континенте. Там ему удаётся провести запечатление огненной ящерицы, у него начинается роман с Брекки, младшей госпожой Вейра. Приехавший его навестить Ф’лар обнаруживает что странные личинки, которыми кишит почва континента полностью уничтожают попавшие в землю Нити. Ему неизвестно, что личинки — это второй план первых колонистов Перна, который должен был осуществить стопроцентную защиту от Нитей.
Конфронтация с Древними усиливается, Ф’лар обвиняет предводителя Вейра Плоскогорье Т’кула в некомпетентности и едва не становится жертвой предводителя Форта Вейра Т’тона, вызвавшего его на поединок. После победы Ф’лара силы Древних раскалываются, большая их часть поддерживает предводителя Вейра Бенден, Т’кул, Т’тон и их люди отправляются в Южный Вейр, обитатели которого переезжают в Вейр Плоскогорье. Вирент, драконица Брекки и Придита, драконица Килары, старшей госпожи Вейра погибают в схватке над телгарскими горами. Килара сходит с ума, а Брекки выходит из депрессии с помощью любви Ф’нора.
Сын Ф’лара Фелессан и Джексом, юный лорд холда Руат находят в недрах Вейра Бенден телескоп, что даёт возможность проводить наблюдения над окружающими Перн планетами. Лорды холдов требуют от всадников отправиться на Алую Звезду и уничтожить Нити в их логове. Наблюдая поверхность Алой Звезды в телескоп, Ф’нор запоминает очертания облаков, передаёт образ своему дракону, отправляется на Алую Звезду и едва остаётся в живых. Всадники завозят партию личинок на делянку холда Лемос и дают дождю из Нитей попасть на землю, личинки всё уничтожают. Ф’лар заявляет, что со временем будут обработаны все земли, но драконы Перна не потеряют своего значения.